# Coștei, Banatul de Sud
Coștei (în sârbă Kuštilj, în maghiară Mélykastély, în germană Kuschtilj) este o localitate în Districtul Banatul de Sud, Voivodina, Serbia. Conform recensământului din anul 2011, in localitate trăiau 664 de oameni, 95,16% fiind etnici români.

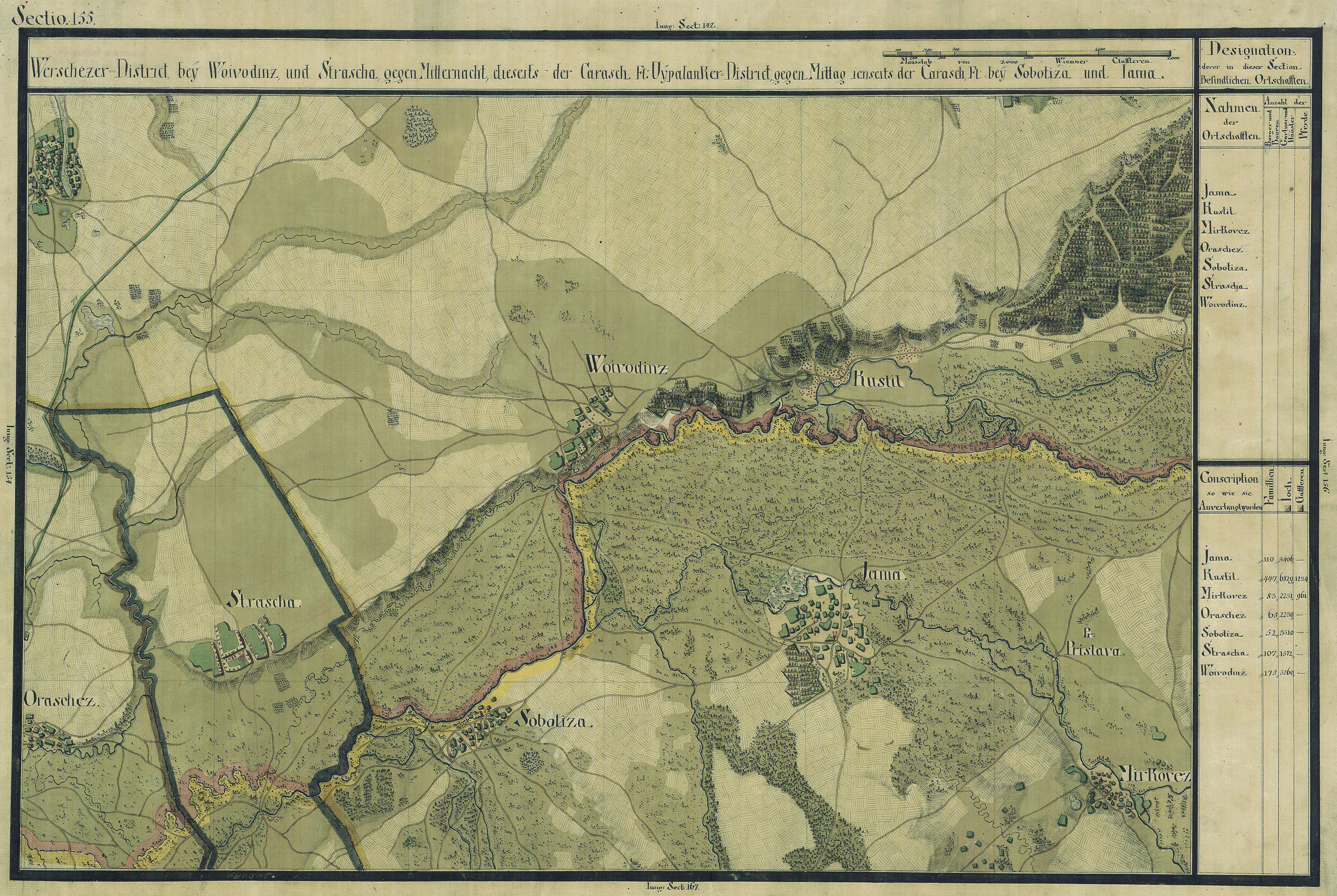
Coştei în Harta Iosefină a Banatului, 1769-1772

## Personalități  născute aici
- Aurora Rotariu Planjanin (n. 1952), poetă română.

## Monumente istorice
- Biserica ortodoxă română „Sfântul Teodor Tiron” din Coștei⁠